# حمیدرضا آشتیانی‌پور
حمیدرضا آشتیانی‌پور (زاده ۱۳۴۲ در تهران) کارگردان، فیلم‌نامه‌نویس، تهیه‌کننده و دوبلور اهل ایران است.
وی که دانش‌آموخته کارشناسی سینما از دانشگاه هنر و کارشناسی ارشد بازیگری و کارگردانی از دانشگاه تربیت مدرس می‌باشد در کنار کار در سینما به دوبله نیز می‌پردازد.

## فیلم‌شناسی

### کارگردان
- دختری به نام تندر (۱۳۷۹)
- کوسه‌ها (۱۳۷۳)
- شعله‌های خشم (۱۳۷۱)
- در جستجوی قهرمان (۱۳۶۷)

### نویسنده
- دختری به نام تندر (۱۳۷۹)
- کوسه‌ها (۱۳۷۳)
- شعله‌های خشم (۱۳۷۱)

### تهیه‌کننده
- باز هم سیب داری؟ (۱۳۸۵)
- دختری به نام تندر (۱۳۷۹)
- کوسه‌ها (۱۳۷۳)
- شعله‌های خشم (۱۳۷۱)

## دوبله
| نام                                    | سمت                      | گویندگی به‌جای         | نقش                               | سال       |
| -------------------------------------- | ------------------------ | --------------------- | --------------------------------- | --------- |
| خاندان اژدها: فصل دوم                  | گوینده                   | کیران بیو             | هیو                               | ۲۰۲۴      |
| مرا به ماه ببر                         | گوینده                   | وودی هارلسون          | مو برکس                           | ۲۰۲۴      |
| تل‌ماسه: بخش دو                         | گوینده                   | استلان اسکاشگورد      | بارُن هارکونن                      | ۲۰۲۴      |
| مست عشق                                | گوینده و سرپرست گویندگان | ابراهیم چلیک‌کول       | اسکندربیگ                         | ۱۴۰۳      |
| نگاه جدید                              | گوینده                   | بن مندلسون            | کریستیان دیور                     | ۲۰۲۴      |
| آرنولد و سیلوستر: رقبا، دوستان، نمادها | گوینده                   | سیلوستر استالونه      | سیلوستر استالونه                  | ۲۰۲۴      |
| گرن توریسمو                            | گوینده                   | دیوید هاربر           | جک سالتر                          | ۲۰۲۳      |
| اوپنهایمر                              | گوینده                   | رابرت داونی جونیور    | لوئیس استراوز                     | ۲۰۲۳      |
| راز جنایت ۲                            | گوینده                   | دنی بون               | بازرس دلا کروا                    | ۲۰۲۳      |
| آنها تایرون را شبیه‌سازی کردند          | گوینده                   | کیفر ساترلند          | نیکسون                            | ۲۰۲۳      |
| فست اکس                                | گوینده                   | وین دیزل/دواین جانسون | دومینیک تورتو/لوک هابز            | ۲۰۲۳      |
| عملیات فورچون                          | گوینده                   | جیسون استاتهام        | اورسون فورچون                     | ۲۰۲۳      |
| نگهبانان کهکشان بخش ۳                  | گوینده                   | سیلوستر استالونه      | استاکار اوگورد                    | ۲۰۲۳      |
| استالونه                               | گوینده                   | سیلوستر استالونه      | سیلوستر استالونه                  | ۲۰۲۳      |
| بی‌مصرف‌ها ۴                             | گوینده                   | سیلوستر استالونه      | بارنی راس                         | ۲۰۲۳      |
| پادشاه تولسا                           | گوینده                   | سیلوستر استالونه      | دوایت مانفردی                     | ۲۰۲۲      |
| پهلوانان                               | گوینده و سرپرست گویندگان | -                     | صفی و پوریای ولی (فصل پنجم و ششم) | ۲۰۰۸–۲۰۲۳ |
| سامری                                  | گوینده                   | سیلوستر استالونه      | جو اسمیت                          | ۲۰۲۲      |
| ثور: عشق و تندر                        | گوینده                   | سم نیل                | اودین                             | ۲۰۲۲      |
| خاندان اژدها: فصل اول                  | گوینده                   | پدی کانسیداین         | ویسریس تارگرین                    | ۲۰۲۲      |
| ارباب حلقه‌ها: حلقه‌های قدرت             | گوینده                   | لوید اوون             | الندیل                            | ۲۰۲۲      |
| مرد شمالی                              | گوینده                   | کلیس بنگ              | فیونیر                            | ۲۰۲۲      |
| فیل سفید                               | گوینده                   | بروس ویلیس            | آرنولد سولومون                    | ۲۰۲۲      |
| مردی از تورنتو                         | گوینده                   | وودی هارلسون          | والی                              | ۲۰۲۲      |
| لوکی                                   | گوینده                   | رابرت داونی جونیور    | تونی استارک                       | ۲۰۲۱      |
| ونوم: بگذارید کارنیج بیاید             | گوینده                   | وودی هارلسون          | کلتوس کسدی                        | ۲۰۲۱      |
| تل‌ماسه                                 | گوینده                   | استلان اسکاشگورد      | بارُن هارکونن                      | ۲۰۲۱      |
| چه می‌شود اگر… ؟                        | گوینده                   | رابرت داونی جونیور    | تونی استارک                       | ۲۰۲۱      |
| کیت                                    | گوینده                   | وودی هارلسون          | واریک                             | ۲۰۲۱      |
| گودزیلا در برابر کونگ                  | گوینده                   | دمیان بیچیر           | والتر سیمونز                      | ۲۰۲۱      |
| دولیتل                                 | گوینده                   | آنتونیو باندراس       | پادشاه                            | ۲۰۲۰      |
| دراکولا                                | گوینده                   | کلیس بنگ              | کنت دراکولا                       | ۲۰۲۰      |
| بیگانه                                 | گوینده                   | بن مندلسون            | کارآگاه اندرسون                   | ۲۰۲۰      |
| سگ تازی                                | گوینده                   | تام هنکس              | کاپیتان ارنست کراوس               | ۲۰۲۰      |
| دادگاه شیکاگو هفت                      | گوینده                   | مایکل کیتون           | رمزی کلارک                        | ۲۰۲۰      |
| باغ اسرارآمیز                          | گوینده                   | کالین فرث             | لرد آرچیبالد                      | ۲۰۲۰      |
| آسمان نیمه‌شب                           | گوینده                   | جرج کلونی             | آگوستین                           | ۲۰۲۰      |
| نیروی اهریمنی‌اش                        | گوینده                   | اندرو اسکات           | جان پری                           | ۲۰۱۹      |
| راز جنایت                              | گوینده                   | دنی بون               | بازرس دلا کروا                    | ۲۰۱۹      |
| ۱۹۱۷                                   | گوینده                   | کالین فرث             | ژنرال ارین‌مور                     | ۲۰۱۹      |
| مبارز                                  | گوینده                   | کیران بیو             | بیل اوهارا                        | ۲۰۱۹      |
| گودزیلا: پادشاه هیولاها                | گوینده                   | کایل چندلر            | مارک راسل                         | ۲۰۱۹      |
| میدوی                                  | گوینده                   | وودی هارلسون          | چستر نیمیتز                       | ۲۰۱۹      |
| جنگ ستارگان: خیزش اسکای‌واکر            | گوینده                   | هریسون فورد           | هان سولو                          | ۲۰۱۹      |
| انتقام‌جویان: پایان بازی                | گوینده                   | رابرت داونی جونیور    | تونی استارک                       | ۲۰۱۹      |
| سرزمین زامبی‌ها: شلیک نهایی             | گوینده                   | وودی هارلسون          | تالاهاسی                          | ۲۰۱۹      |
| هابز و شاو                             | گوینده                   | جیسون استاتهام        | دکارد شاو                         | ۲۰۱۹      |
| مگ                                     | گوینده                   | جیسون استاتهام        | جوناس تیلور                       | ۲۰۱۸      |
| رمپیج                                  | گوینده                   | جفری دین مورگان       | هاروی راسل                        | ۲۰۱۸      |
| انتقام‌جویان: جنگ ابدیت                 | گوینده                   | رابرت داونی جونیور    | تونی استارک                       | ۲۰۱۸      |
| یلواستون                               | گوینده                   | کوین کاستنر           | جان داتون                         | ۲۰۱۸      |
| مأموریت: غیرممکن – فال‌اوت              | گوینده                   | الک بالدوین           | الن هانلی                         | ۲۰۱۸      |
| جنگ برای سیاره میمون‌ها                 | گوینده                   | وودی هارلسون          | کُلنل                              | ۲۰۱۷      |
| بازی‌های گرسنگی: زاغ مقلد – بخش ۲       | گوینده                   | وودی هارلسون          | هیمیچ ابرناتی                     | ۲۰۱۵      |
| بازی‌های گرسنگی: زاغ مقلد – بخش ۱       | گوینده                   | وودی هارلسون          | هیمیچ ابرناتی                     | ۲۰۱۴      |
| پیکی بلایندرز                          | گوینده                   | سم نیل                | چستر کمپل                         | ۲۰۱۳      |
| بازی‌های گرسنگی: اشتعال                 | گوینده                   | وودی هارلسون          | هیمیچ ابرناتی                     | ۲۰۱۳      |
| بازی‌های گرسنگی                         | گوینده                   | وودی هارلسون          | هیمیچ ابرناتی                     | ۲۰۱۲      |
| ناسور                                  | گوینده و سرپرست گویندگان | _                     | عباس بن علی                       | ۱۳۹۵      |
| مختارنامه                              | گوینده و سرپرست گویندگان | حسن میرباقری          | ابراهیم بن مالک اشتر              | ۱۳۸۹      |
| سرزمین زامبی‌ها                         | گوینده                   | وودی هارلسون          | تالاهاسی                          | ۲۰۰۹      |
| مرد آهنی                               | گوینده                   | رابرت داونی جونیور    | تونی استارک                       | ۲۰۰۸      |
| مرز جنون                               | سرپرست گویندگان          | _                     | _                                 | ۲۰۰۸      |
| جنگ ستارگان: قسمت سوم – انتقام سیت     | گوینده                   | ایوان مک‌گرگور         | اوبی وان کنوبی                    | ۲۰۰۵      |
| پسران بد ۲                             | گوینده                   | جوردی مویا            | هکتور                             | ۲۰۰۳      |
| ماشین مین                              | گوینده                   | جیسون استاتهام        | راهب                              | ۲۰۰۱      |
| معصومیت ازدست‌رفته                      | گوینده                   | امین تارخ             | شوذب                              | ۱۳۸۲      |
| سیمرغ                                  | گوینده                   | سید جواد هاشمی        | احمد کشوری                        | ۱۳۷۰      |
| پلیس بورلی هیلز ۲                      | گوینده                   | یورگن پراخنو          | مکسول دنت                         | ۱۹۸۷      |
| مردان                                  | گوینده                   | مارلون براندو         | کِن                                | ۱۹۵۰      |
| شاهزاده و گدا (فیلم ۱۹۳۷)              | گوینده                   | ارول فلین             | مایلز هندون                       | ۱۹۳۷      |